# Левач
Левач или Левоч (от старобългарски: Лѣвъ/Лѣвѝ) е географски регион (област) на/в Поморавието , разположен в Поморавски окръг на Централна Сърбия. Намира се между планината Ухор на изток и Гледачките планини на запад, които го отделят от Шумадия.

## География
Левочкият регион има 366 km2 площ с 32 села. Южно от Левач е Темнич, а северно Белица, като трите региона образуват своеобразен полукръг около планината Ухор (от другата страна е река Морава) и имат силно изразена географска идентичност, като често се разглеждат в географски план заедно.
Региона на Темнич, Левоч и Белица често неточно е отнасян към Шумадия по административни съобръжения от миналото. В същност това е географския северозапад на Поморавието. В рамките на Белградския пашалък целия район образува Ягодинска нахия, а днес е част от Поморавски окръг. В района на Левоч се намира Каленичкия манастир изграден в Моравски стил.

## Фолклорни традиции
„Минах през Левач, пресякох Шумадия“ е фестивал на автентичните фолклорни изкуства и занаяти, провеждащ се в Каленичкия манастир. На фестивала се организират изложби на картини и занаяти, провеждат се фолклорни надпявания и спортни състезания, приготвят се традиционни гозби. На фестивала се организира конкурс за млада жена с най-дълга плитка, и млад мъж с най-дълги мустаци. 
По традиция, придобилият пейоративна известност израз от у-говорите „у лево“ в българския се отнася по името си за региона на Левоч, т.к. той е забит „у лево“ преди Баграданската клисура по главния път Виа Милитарис Архив на оригинала от 2008-10-07 в Wayback Machine..